# Óscar Quintana Viar
Óscar Quintana Viar (Torrelavega, 6 de març de 1967), és un entrenador de bàsquet espanyol que actualment entrena l'UCAM Múrcia.

## Trajectòria esportiva
- 1989-90: Universitat de Cantàbria (Lliga Universitària)
- 1990-91: SAB Caixa Cantàbria Torrelavega (2a Divisió)
- 1993-94: CB Fuenlabrada. Aquesta temporada ocupà el càrrec de director del planter del club.
- 1994-95: CB Fuenlabrada (2a Divisió)
- 1995-96: CB Fuenlabrada (Lliga EBA). Segon entrenador ajudant de Martín Fariñas.
- 1996-97: CB Fuenlabrada
- 1997-98: CB Fuenlabrada (LEB)
- 1998-99: CB Fuenlabrada (ACB)
- 1999-04: Jabones Pardo Fuenlabrada
- 2004-05: CB Sevilla
- 2004-05: CAI Saragossa (LEB)
- 2005-06: Ricoh Manresa (ACB)
- 2006-07: Ricoh Manresa (LEB)
- 2008-10: Lucentum Alacant (LEB) i (ACB)
- 2012-actualitat: UCAM Múrcia (ACB)[1][2]

## Palmarès
- Aconsegueix l'ascens del Bàsquet Fuenlabrada a la Lliga EBA en la temporada 1994-95
- Aconsegueix l'ascens del Bàsquet Fuenlabrada a la Lliga ACB en la temporada 1997-98